# 마사 워싱턴
마사 댄드리지 커스티스 워싱턴(영어: Martha Dandridge Custis Washington, 1731년 6월 2일 ~ 1802년 5월 22일)은 초대 미국의 대통령인 조지 워싱턴의 아내이다. 초대 미국의 퍼스트 레이디라고도 볼 수 있지만, 그녀의 생전에는 이렇게 부르는 법이 없었기 때문에, 단지 워싱턴 부인으로서 알려져 있다. 그녀는 버지니아주 출신이다.
그녀는 버지니아 주의 최고 갑부였던 대니얼 파크 커스티스의 미망인이었다. 1749년 커스티스와 결혼하였고 3남 1녀를 두었지만, 그로부터 8년 후인 1757년에 커스티스는 세상을 떠나 그녀는 1759년 조지 워싱턴과 재혼하였다.
| 전임 (신설) | 제1대 미국의 대통령 배우자 1789년 4월 30일 ~ 1797년 3월 4일 | 후임 애비게일 애덤스 |